# Cahir
Cahir is een plaats in het Ierse graafschap Tipperary. De plaats telt 2.794 inwoners. Aan de zuidkant staat een station aan de spoorlijn Rosslare - Limerick. De M8, de snelweg van Dublin naar Cork loopt aan de westkant langs Cahir.

## Bezienswaardigheden
- de ruïne van Cahir Abbey, een 13e-eeuwse augustijner priorij
- Cahir Castle, een 13de-eeuws fort van de familie Butler
- Swiss Cottage, een typische cottage orné